# Perro en la fiambrera

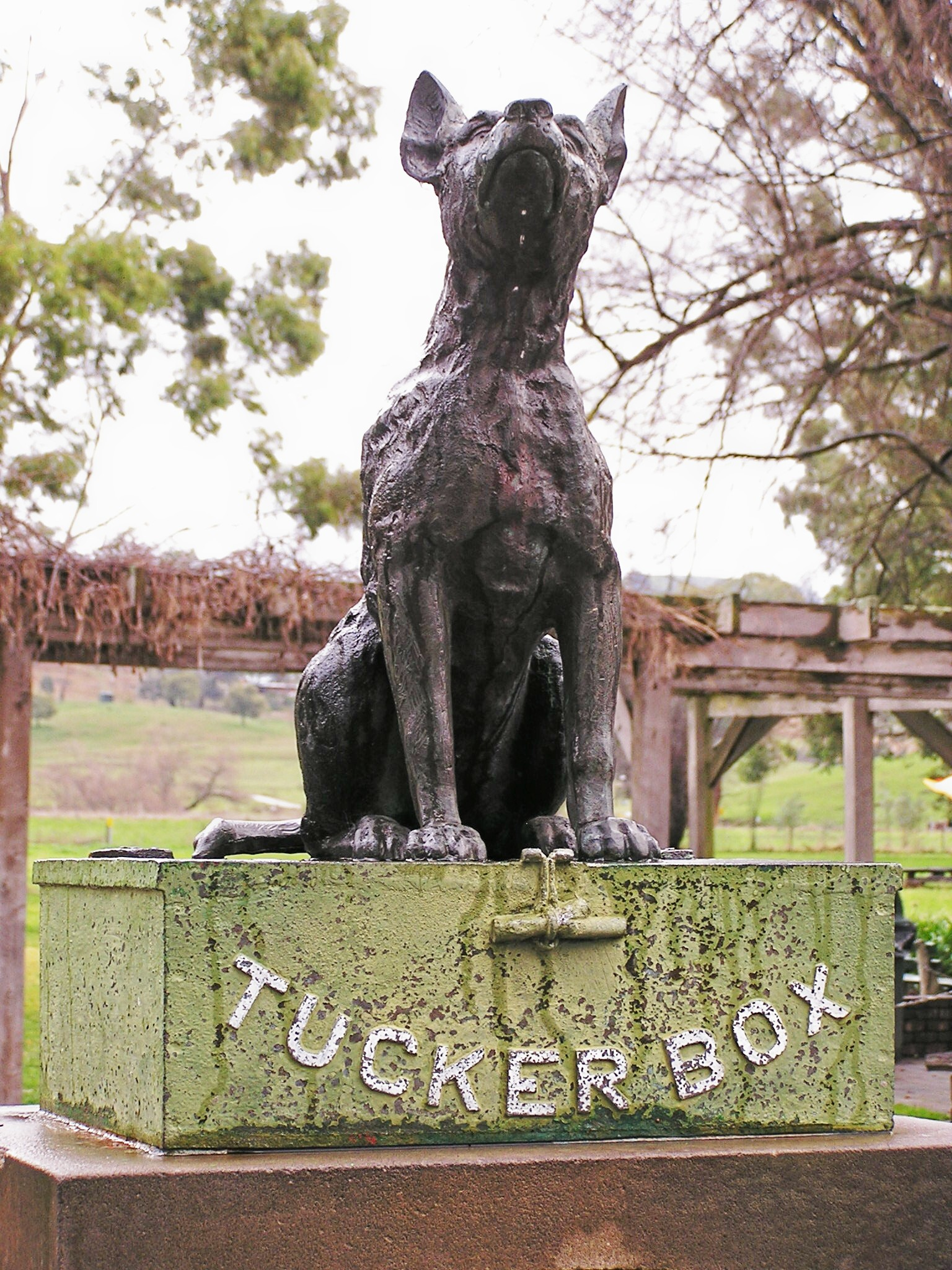
El Perro en la fiambrera

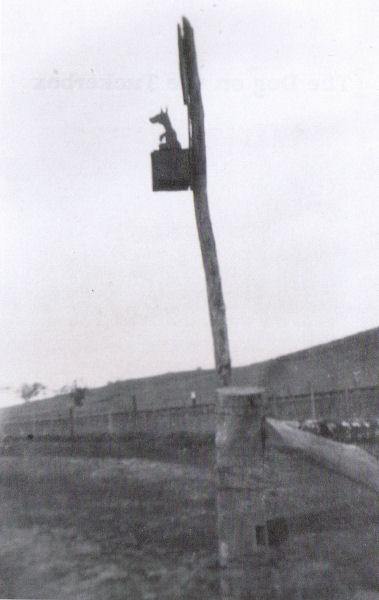
El antiguo monumento en 1926

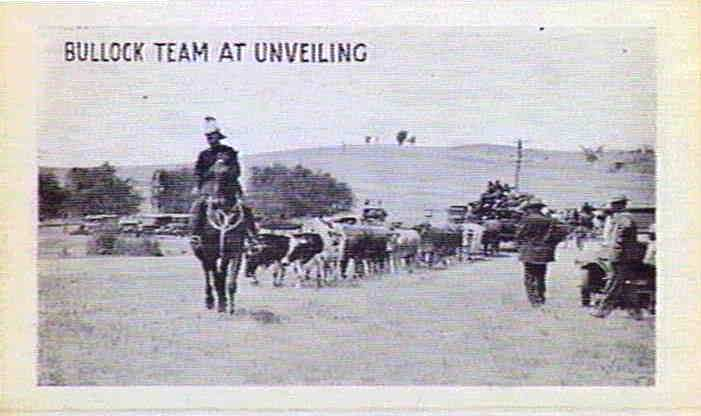
Un tiro de bueyes en la inauguración del monumento en 1932

El Perro en la fiambrera (nombre original en inglés: "Dog on the Tuckerbox") es un monumento histórico y atracción turística australiano, ubicado en Snake Gully, aproximadamente a ocho kilómetros de Gundagai (Nueva Gales del Sur), tal y como se describe en la canción del mismo nombre.

## Origen cultural
La inspiración para la estatua se ha rastreado hasta un poema humorístico ("doggerel") titulado "Bullocky Bill", publicado anónimamente por "Bowyang Yorke" en 1857. Otras referencias indican que el poema se publicó en 1880, en el Gundagai Times, pero la confirmación de cualquiera de las fechas es difícil de encontrar. El poema describe humorísticamente una serie de desgracias a las que se enfrenta un boyero (conductor de bueyes), que culminan con su perro sentándose sobre su fiambrera, estropeando su comuda (en lengua coloquial australiana, un "tuckerbox" es una caja que contiene comida, similar a una fiambrera, pero más grande).

BILL THE BULLOCKY

(By "Bowyang York").

As I was coming down Conroy's Gap

I heard a maiden cry:

"There goes Bill the Bullocky,

He's bound for Gundagai.

A better poor old dog

Never cracked an honest crust;

A tougher poor old dog

Never drug a whip through dust.

"His team got bogged at the five mile creek,

Bill lashed and swore and cried,

'If Nobby don't get me out of this

I'll tattoo the old dogs hide.'

But Nobby strained and broke his yoke,

And poked out the leader's eye;

And the dog sat in the tucker box

Five miles from Gundagai."
BILL EL BOYERO

(Por "Bowyang York").

Mientras bajaba por Conroy's Gap

oí a una doncella gritar:

"Allí va Bill el Boyero,

se dirige a Gundagai.

Un pobre perro viejo mejor

nunca ha roto un mendrugo honesto;

Un pobre perro viejo más duro

nunca ha arrastrado un látigo por el polvo.

"Su tiro se atascó en el arroyo de cinco millas,

Bill azotó, maldijo y lloró,

"Si Nobby no me saca de aquí

tatuaré la piel del viejo perro".

Pero Nobby se esforzó y rompió su yugo,

y le sacó el ojo al líder;

Y el perro se sentó en la caja de comida

A cinco millas de Gundagai."

Ese poema fue considerado generalmente grosero y vulgar, aunque menos que las versiones cantadas popularmente, donde el perro "defecaba" en lugar de "se sentaba" en la caja de comida.
Un poema menos ofensivo y más logrado obra de Jack Moses, publicado en la década de 1920, hacía referencia al poema de Bowyang Yorke aunque, por una razón desconocida, lo tituló "Nine Miles from Gundagai". El poema de Moses muestra al perro cuidando la caja de comida sentándose sobre ella. El poema fue muy popular, y sirvió de inspiración para la estatua. La canción de Jack O'Hagan, "Where the Dog Sits on the Tuckerbox (5 miles from Gundagai)", se publicó en 1937, y el poema de Moses se incluyó en su colección, "Nine Miles from Gundagai", publicada en 1938.

## El monumento
En 1926, se erigió por primera vez un monumento al perro en un lugar a nueve millas de Gundagai.
En 1928, un albañil de Gundagai, Frank Rusconi, sugirió leantar un monumento conmemorativo que utilizara la leyenda del perro en la fiambrera, y en 1932, la comunidad aceptó la propuesta. En el Gundagai Independent del 11 de agosto de 1932 se escribió lo siguiente:

Se debería erigir un monumento en el hito de la milla nueve, dedicado a los pioneros y a los trabajadores agrícolas que hicieron posible la carretera de hoy, y debería celebrarse una ceremonia de inauguración durante la "Semana de regreso a Gundagai".

El Comité de Regreso a Gundagai eligió el lugar de acampada Five Mile en lugar de Nine Mile Peg como ubicación para el monumento, sobre la base de que era más conveniente para la Autopista Hume y estaba más cerca de la ciudad, y por lo tanto, era mejor para el turismo.
Se realizó un concurso a nivel nacional para obtener la inscripción más adecuada para el monumento. La inscripción elegida en la base del monumento fue escrita por el escritor Brian Fitzpatrick de Sídney. La inscripción dice:

"Earth's self upholds this monument 

"To conquerors who won her when

"Wooing was dangerous, and now

"Are gathered unto her again."
"La Tierra misma sostiene este monumento

"A los conquistadores que la conquistaron cuando

"Cortejar era peligroso, y ahora

"Se reúnen con ella de nuevo".

La sección del perro del monumento fue modelada por Rusconi y fundida en la 'Oliver's Foundry' de Sídney. La base fue creada por un trabajador de la fundición llamado Richard Fowler.
El monumento del Perro en la fiambrera se erigió en 1932 como parte de la semana 'De regreso a Gundagai', y una gran multitud "se reunió junto a la escultura nuevamente" para presenciar su inauguración presidida por el Primer Ministro Joseph Lyons el 28 de noviembre de 1932. Se planeó donar el dinero depositado en el pozo de los deseos en la base del monumento al Hospital del Distrito de Gundagai. También se abrió una tienda de recuerdos cerca. Los derechos de autor del monumento fueron otorgados al Hospital del Distrito de Gundagai Hospital, que durante muchos años recibió un ingreso útil por la recepción de regalías de empresas que usaban la imagen icónica.

## Historia posterior
Se ha celebrado un festival "Dog on the Tuckerbox" cada año desde 1992, el 60 aniversario del monumento. En noviembre de 2005, el festival anual incluyó un carnaval de carreras denominado Snake Gully Cup de dos días y festividades en el Dog on the Tuckerbox Centre.
La estatua fue vandalizada el 28 de julio de 2019 al ser desprendida de su pedestal, sufriendo daños menores, y fue objeto de una gran reinauguración el 17 de agosto de 2019, después de las reparaciones realizadas.
Un acto de vandalismo más deliberado se perpetró unos meses después de su inauguración en 1933, cuando el nombre del Primer Ministro Lyons fue cincelado de la base del monumento, presumiblemente como un acto político. Rusconi informó que la única reparación adecuada era retirar la losa de mármol para volver a grabarla.